# Deutsch-Japanischer Wirtschaftskreis

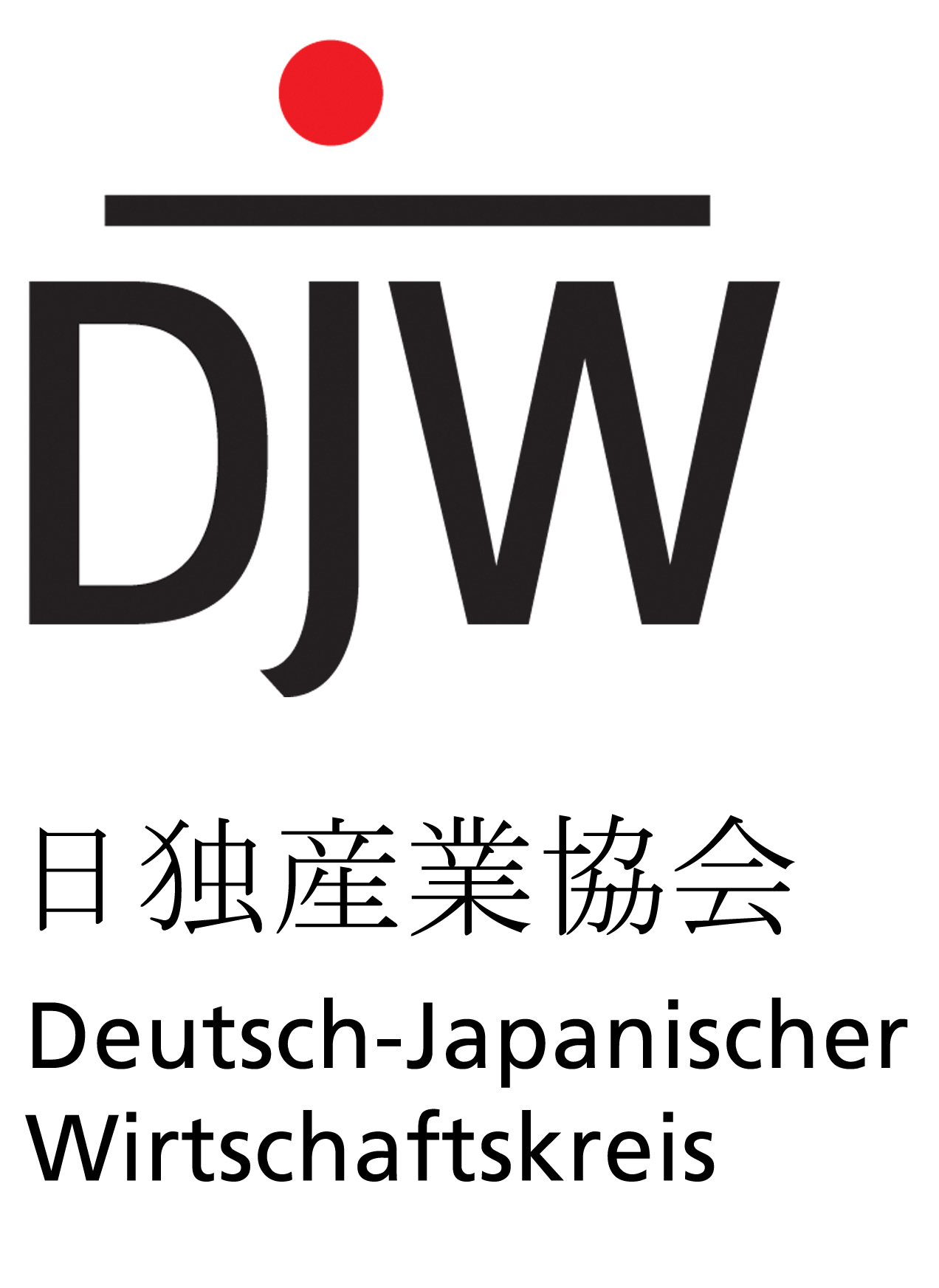
DJW-Logo

Der Deutsch-Japanische Wirtschaftskreis (DJW; engl: Japanese-German Business Association; jp: 日独産業協会) ist Plattform und Netzwerk zum Austausch von Wirtschaftsfragen zwischen Deutschland und Japan. Der Verein wurde 1986 gegründet, ist seit 2001 als eingetragener Verein durch das Amtsgericht Düsseldorf (VR 9027) registriert und verfolgt ausschließlich gemeinnützige Zwecke.

## Gründung
Der Deutsch-Japanische Wirtschaftskreis hat sich am 15. Januar 1986 in Düsseldorf als privatwirtschaftliche Antwort auf Marktöffnungsprogramme der japanischen Regierung gegründet. Die Initiative zur Gründung geht auf die Zusammenkunft deutscher und japanischer Persönlichkeiten aus Politik und Wirtschaft im Anschluss an den Weltwirtschaftsgipfel 1984 zurück. Die Zusammenarbeit zwischen Japan und der Bundesrepublik Deutschland sollte insbesondere auf der Ebene mittelständischer Unternehmen unterstützt werden.
Auf Vorschlag von Tyll Necker (ehem. Vizepräsident des Bundesverbandes der Deutschen Industrie e.V. (BDI)) wurde Arno Mock (ehem. Vorsitzender des Außenhandelsausschusses des Verbands Deutscher Maschinen- und Anlagenbau e.V. (VDMA) und Geschäftsführer der A. Friedr. Flender GmbH & Co. KG, Bocholt) 1986 als erster Vorsitzender gewählt. Zu seinen Stellvertretern wurden Dr. Axel Kollar (ehem. Vorstandsmitglied der Westdeutschen Landesbank Girozentrale) und Ekhard Freiherr von Maltzahn (ehem. Direktor der Fried. Krupp GmbH) benannt.

## Vorstandsvorsitzende
- 1986–1992: Arno Mock[5]
- 1992–2011: Ruprecht Vondran
- seit 2011: Gerhard Wiesheu[6]

## Tätigkeit

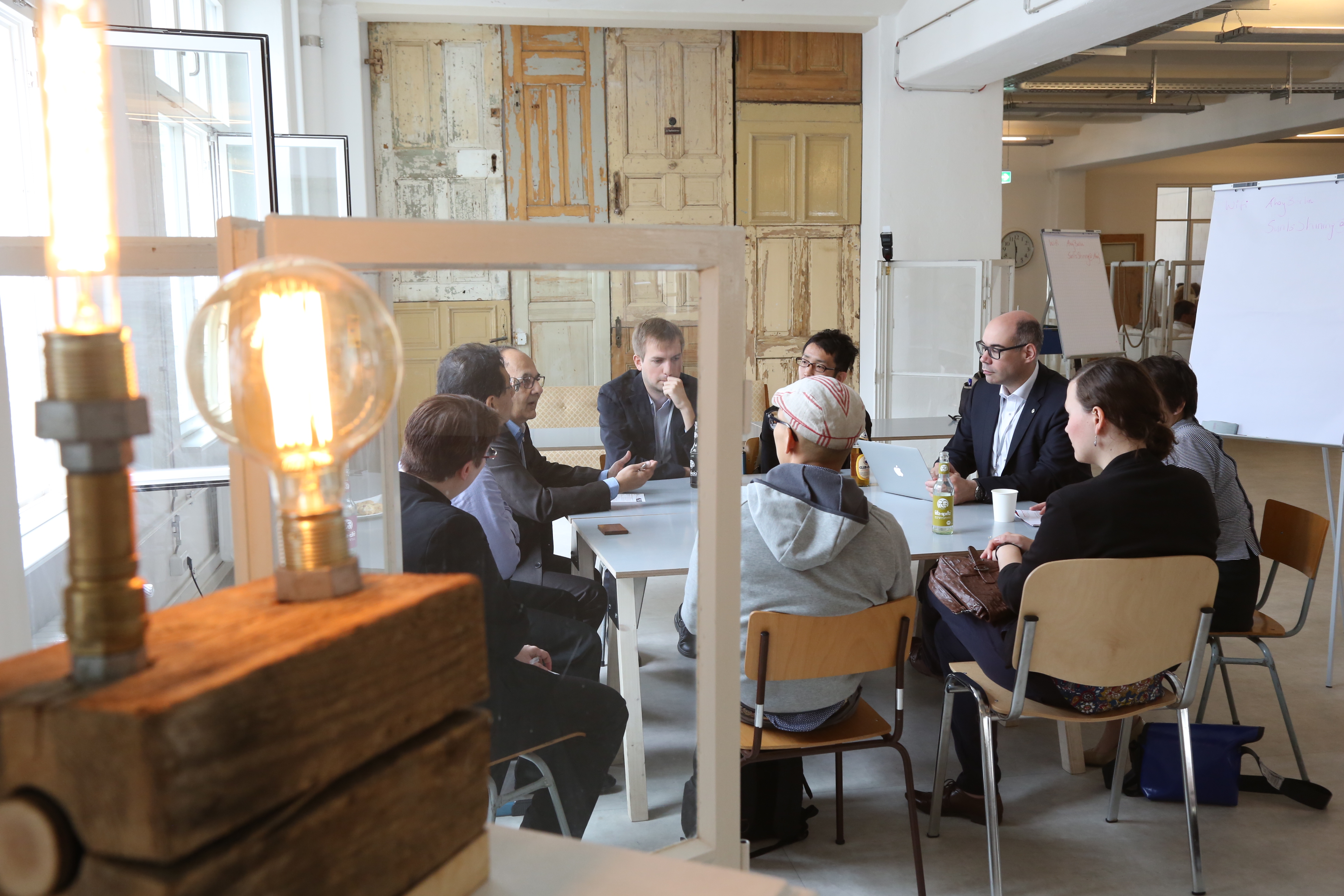
Dialog unter den Mitgliedern

Das satzungsdefinierte Ziel des DJW ist, die Beziehungen zwischen Deutschland und Japan zu fördern und damit zur Völkerverständigung zwischen beiden Ländern beizutragen. Seit 1986 bietet er Unternehmen beider Länder eine Plattform für den Informationsaustausch und zur Diskussion von Fragen, die von gemeinsamen, wirtschaftlichen Interessen sind. Zu seinen Mitgliedern gehören Unternehmen, Institutionen und Einzelpersonen aus Wirtschaft, Politik, Wissenschaft und Gesellschaft.
Der Verein veröffentlicht Konferenzbände, um Ergebnisse seiner Symposien zusammenzufassen, und beteiligt sich mit Kommentaren (bspw. Restriktive Reisebeschränkungen: Unternehmer richten dringenden Appell an japanische Regierung. Handelsblatt, 10. Juni 2020) und Gastbeiträgen (bspw. Krisen überstehen – von Japan lernen. Capital, 21. Februar 2021) an aktuellen Diskussionen der Öffentlichkeit zu den deutsch-japanischen Beziehungen. Zur Informationssammlung dienen außerdem seine Veranstaltungen und der monatliche Newsletter. Der Verein ist Mitglied im Verband Deutsch-Japanischer Gesellschaften (VDJG).

Gegenwärtig sind 1.100 Mitglieder in Deutschland und Japan Teil des DJW-Netzwerkes. Der Verein wird vollständig privat finanziert und ist politisch unabhängig. Er hat seine Hauptgeschäftsstelle in Düsseldorf und seit 2019 zudem ein Repräsentanzbüro in Tokyo.

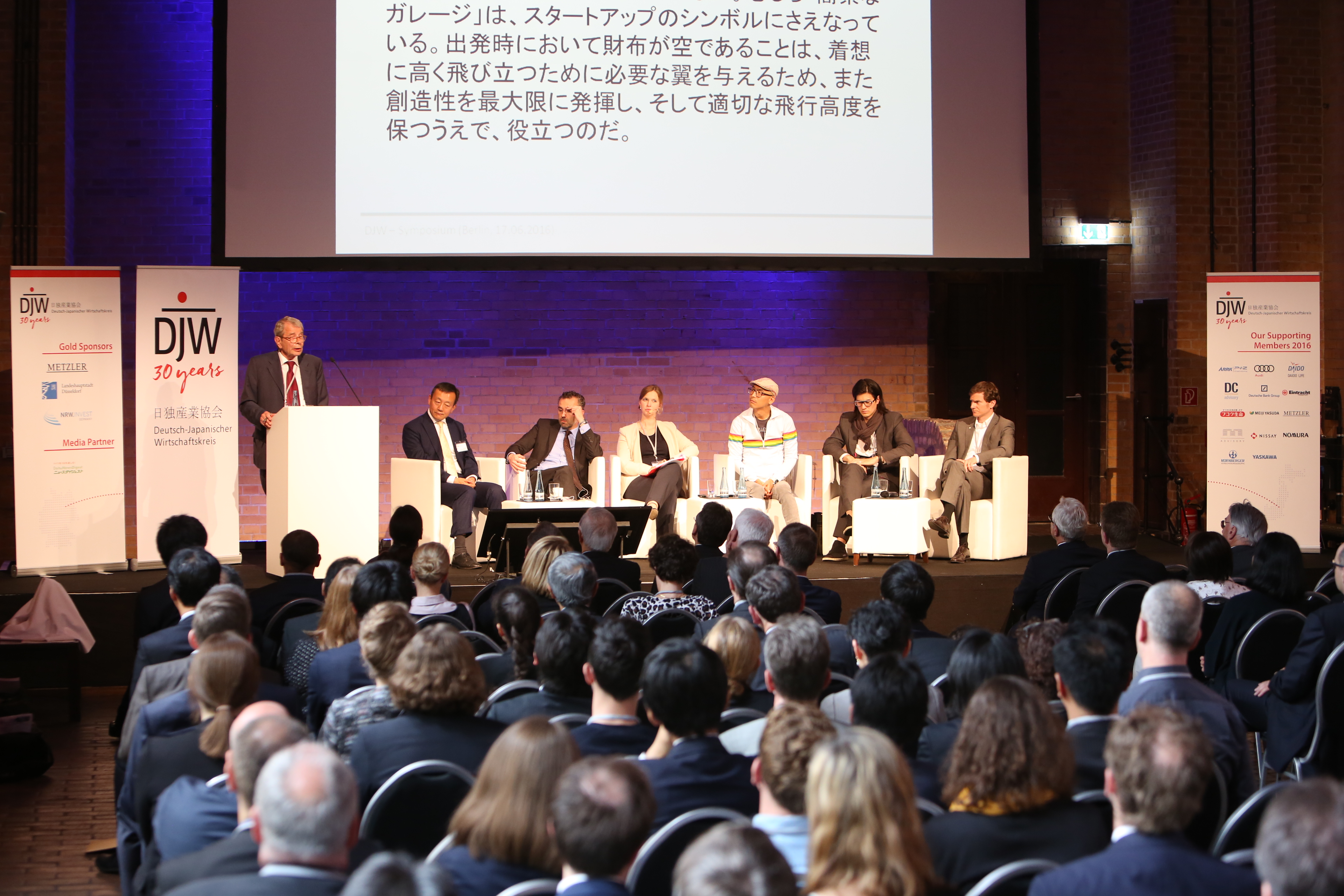
DJW-Symposium